# 赛拉亥寺
赛拉亥寺，位于中国青海省同德县谷芒乡赛拉亥村，为第五批青海省文物保护单位，公布日期为1988年9月15日，类型为古建筑。
赛拉亥寺的历史年代为明。